# Rhizochilus antipathum
Rhizochilus antipathum is een slakkensoort uit de familie van de Muricidae. De wetenschappelijke naam van de soort is voor het eerst geldig gepubliceerd in 1850 door Steenstrup.